# Оболовь
Оболовь (часто в редуцированных формах: Обо́лвь, Обло́вь) — летописный древнерусский город, упоминаемый в документах XII века.

## Летописи
До наших дней дошло три основных упоминания Оболови в древнерусских летописных источниках, а именно:
1. В Уставной Грамоте князя Ростислава Мстиславича Смоленской епископии, которую принято датировать серединой 1130-х гг.: «…в Оболове гостинная дань, что ся в ней снидется, из того святей Богородици и епископу десятина».[1]
2. Под 1147 годом: «Выбегоша посадничи Володимери и Изяславли из Вятич, из Брянска, и из Мьченьска, и из Блове…»[2], или «…из Дьбряньска … и из Облове»[3]
3. Под 1159 годом — «Изяслав поиде из Гомья к Вятичем, и взя город княгинин на щит Святославле, и оттуда иде у Вятичи… Святослав же увиде, оже Обловь взята, и Вятичи заяти…»[4].

## Локализация
Подавляющее большинство исследователей поддерживает предположение Н. С. Арцыбашева о том, что данный летописный город получил своё название по нынешней реке Болва, которая вплоть до XVIII века называлась именно Оболвь или Оболва. Следовательно, город располагался на территории современных Калужской или Брянской областей, по которым протекает Болва. При этом до настоящего времени доминирует ошибочное отождествление летописного древнерусского города с городищем у деревни Оболовка (Спас-Деменский район Калужской области), хотя подробные исследования XIX—XX веков показали, что городище у деревни Оболовка датируется ранним железным веком, но не древнерусским временем.
Древнерусские же городища, открытые вдоль русла Болвы, находятся в нижнем течении этой реки, то есть на территории современной Брянской области, а именно: 1) в посёлке городского типа Любохна; 2) в микрорайоне Шибенец; 3) против устья Болвы, в черте г. Брянска — в бывшем селе Городище (так называемый «Чашин курган»). При этом городище на Чашином кургане является наиболее значительным из всех указанных, но его соотнесению с летописной Оболовью препятствует укоренившаяся гипотеза Ф. М. Заверняева о том, что Чашин курган является местом первоначального возникновения города Брянска.
В научных трудах последних лет закрепляется представление о том, что Оболовь следует искать именно на территории Брянской области: так, в работе О. Л. Прошкина «Типология древнерусских городищ Калужской области» Оболовь уже не упоминается, в то время как Г. П. Поляков аргументированно включает её в список древних городов Брянской земли.

## Политическая принадлежность
Как видно из процитированных летописных источников, в первом из них Оболовь показана как город Смоленского княжества (хотя и в ряду малозначимых, окраинных), в то время как второй и третий источник ставят её в число городов Чернигово-Северской земли. Данное различие стало причиной того, что Н. П. Барсов и вслед за ним некоторые иные исследователи предполагают, что речь может идти о двух различных городах: Бловь, или Обловь — чернигово-северский город в земле вятичей, и с другой стороны — Оболвь, или Оболовь, в смоленских землях.
Однако не стоит забывать о том, что границы между древнерусскими княжествами были достаточно условны и подвижны, и в первой половине XII века — в годы максимального расцвета Смоленского княжества — его границы могли расширяться за счет завоеваний соседских владений, а Смоленское княжество всегда претендовало на владение Брянским краем. По одной из версий, смоленский князь Ростислав Мстиславич «в 1127 году, с санкции своего отца Мстислава Великого, захватил земли Черниговского княжества…, в том числе городки Прупой, … Оболвь» Позднее, вероятно, Оболовь вернулась в состав владений Чернигова.
Точных сведений о конце существования Оболови нет; в связи с этим, вполне правдоподобно выглядит гипотеза о гибели этого города, как и многих других древнерусских городов, от татаро-монгольского нашествия.

## Оболовь в искусстве
Образ этого древнего города используется авторами современной художественной литературы в произведениях историко-фантастического жанра. Такова, например, книга Елизаветы Дворецкой «Тропы незримых».